# 부르고뉴 공작 영지
부르고뉴 공작 영지 또는 부르고뉴 공작령 (프랑스어: État bourguignon fr; 네덜란드어: Bourgondische Rijk nl)는 14세기 후반부터 15세기 후반까지 부르고뉴 공작들이 통치했던 복합 군주국으로, 궁극적으로 부르고뉴 공국과 부르고뉴 백국뿐만 아니라 부르고뉴령 네덜란드를 포함했다. 후자는 시간이 지남에 따라 점진적으로, 그리고 주로 상속을 통해 획득되었으며, 사실상 그들의 주된 부와 명성의 원천이었다. 공작들은 프랑스 왕실의 발루아가의 분가인 발루아부르고뉴가의 일원이었으며, 그들이 통치했던 복합 영토는 때때로 발루아 부르고뉴라고 불린다. "부르고뉴 공작 영지"라는 용어는 역사가들이 만들어낸 것으로, 동시대에는 사용되지 않았다. 이 정체는 부르고뉴 공작 휘하의 동군연합을 이루는 별개의 공국들과 백국들의 집합체로 남아있었다.
15세기 유럽의 주요 강국 중 하나로 여겨진다. 부르고뉴 공작들은 유럽에서 가장 부유하고 강력한 군주 중 한 명이었으며 때로는 "서방의 대공"이라고 불리기도 했다. 플란데런과 브라반트의 번성하는 지역을 포함하여 부르고뉴 공작 영지는 무역과 상업의 주요 중심지이자 유럽 왕실과 궁정의 유행을 선도하는 궁정 문화의 중심지였다. 거의 독립적인 왕국으로 변모할 뻔했지만, 샤를 1세 드 부르고뉴 공작이 낭시 전투에서 일찍 사망하면서 그의 로타링기아에 대한 꿈은 좌절되었고, 그의 유산은 그의 딸 마리와 오스트리아의 막시밀리안의 결혼을 통해 합스부르크가로 넘어갔다. 한편 피카르디와 부르고뉴 공국은 프랑스 국왕에게 정복되었다.
부르고뉴 유산의 분할은 수백 년간 지속된 프랑스-합스부르크 경쟁의 시작을 알렸고, 부르고뉴가 독립적인 정치적 정체성을 잃은 후에도 오랫동안 유럽 정치에서 중추적인 역할을 했다. 황제 카를 5세가 1555년 퇴위하면서, 부르고뉴령 네덜란드는 펠리페 2세의 스페인 군주국으로 넘어갔다. 네덜란드 독립 전쟁, 즉 네덜란드 독립 전쟁(1568-1648) 동안 저지대 국가의 북부 주들은 스페인 통치로부터 독립하여 네덜란드 공화국(현재의 네덜란드)을 형성했다. 남부 주들은 18세기까지 스페인 통치하에 남아 있었고 스페인령 네덜란드 또는 남네덜란드(대략 현재의 벨기에, 룩셈부르크 및 북부 오드프랑스에 해당한다)로 알려지게 되었다.

## 역사적 개념
"부르고뉴 공작 영지"라는 개념은 19세기 벨기에 역사가 앙리 피렌이 자신의 벨기에사에서 벨기에 국가의 전신으로 보았던 것을 묘사하기 위해 만들어낸 용어이다. 그의 민족주의적 관점에서 부르고뉴 공작들은 부르고뉴 또는 벨기에 민족의 창시자들이었다. 요한 하위징아는 20세기 초에 편의상 이 개념을 재사용했다. 1999년에 |Bertrand Schnerb|fr}}는 『부르고뉴 국가』라는 모노그래프를 통해 프랑스에서 이 표현을 대중화했다.
그러나 이러한 사용은 역사가들 사이에서 논쟁의 여지가 있다. 하위징아는 이를 사용했음에도 불구하고 "부르고뉴 공작 영지"가 현대 역사학의 창조물이며, 동시대에는 인정받지 못했던 실체라고 언급했다. 많은 역사가들, 특히 법 역사가들과 벨기에 및 네덜란드 역사가들은 법적으로 볼 때 공작의 영토는 실제 국가라기보다는 군주령 재산의 집합체를 형성했다고 주장한다. 따라서 그들은 이 영토를 "발루아 부르고뉴", "부르고뉴 영토", "부르고뉴 대공국", "부르고뉴 연합", 또는 "부르고뉴 공화국"이라고 부른다.
실제로 부르고뉴 공작 영지는 국가라기보다는 "복합 군주국"을 구성하는 영토들의 동군연합으로 남아 있었다. 비록 공작들이 공통의 제도를 만들었지만, 주들은 공통의 법률을 공유하지 않았다. 당시에는 "부르고뉴 공작의 영토와 재산" 외에는 영토 복합체를 설명할 이름이 없었다. 그러나 발루아 왕조의 마지막 공작들은 부르고뉴 십자와 황금양모 기사단과 같은 상징물들을 통해 다양한 인구들을 통합하려고 노력했다. 자신의 왕국을 만들고자 했던 용담공 샤를 치하에서는 벨가이족이 모든 영토의 공통 조상임을 주장하는 선전이 강조되었다. 이후 벨기카 사자는 저지대 국가의 통일성을 상징하기 위해 등장했다.
게다가 부르고뉴 공작 영지는 법적으로 주권국이 아니었다. 부르고뉴 공작들은 프랑스 국왕과 신성 로마 황제의 봉신이었지만, 실제로는 통치자처럼 행동했다. 황제의 권위는 매우 가상적이었지만, 대부분의 프랑스 봉읍에서는 그들의 판결이 파리 고등법원에 이의를 제기할 수 있었다. 용담공 샤를은 이를 피하기 위해 메헬렌 의회를 설립했다.
요한 하위징아에 이어 마르크 보네와 빔 블록만스는 역설적으로 진정한 부르고뉴 공작 영지는 부르고뉴 공국을 상실하고 부르고뉴 가문이 단절된 때부터 네덜란드 독립 전쟁까지 존재했다고 결론지었다.

## 역사

### 기원

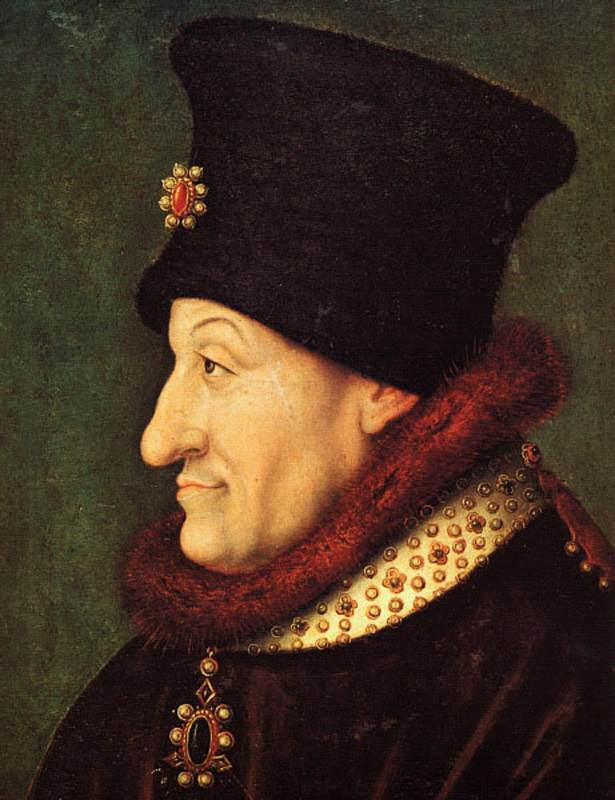
필리프 2세 드 부르고뉴 공작 공작의 익명 초상화

1361년 필리프 1세 부르고뉴 공작이 사망한 후, 공국은 프랑스 왕실의 장 2세 국왕의 영토에 통합되었다. 그는 나중에 자신의 막내아들인 필리프 2세 드 부르고뉴 공작에게 이를 봉읍으로 주기로 결정했으며, 필리프는 1364년 6월 2일 공식적으로 부르고뉴 공작이자 프랑스 초대 대귀족으로 인정받았다.
같은 해, 잉글랜드 에드워드 3세의 아들 랭글리 에드먼드는 플랑드르의 마르가레타와 약혼했다. 마르가레타는 플랑드르 백작 루이 2세의 딸이자 플랑드르, 아르투아, 르텔 백국, 느베르 백국 및 부르군트 자유백국의 상속녀였다. 프랑스 샤를 5세 국왕은 이 결혼을 허용할 수 없었다. 에드먼드와 마르가레타는 사촌이었으므로 결혼하려면 교황 인허가 필요했는데, 교황 우르바노 5세는 샤를의 로비로 인해 이를 거부했다. 샤를은 마르가레타를 자신의 막내 동생인 부르고뉴 공작 필리프 대담공과 결혼시키고자 했다. 플랑드르 백작은 동맹을 간절히 원했기에 자신의 딸이자 추정 상속녀를 필리프와 결혼시키는 것에 동의했다.
결혼은 1369년 6월 19일 헨트에서 이루어졌고, 그 이후 필리프는 장인의 통치에 밀접하게 관여하여 로스베케 전투에서 플랑드르인들을 진압하는 데 도움을 주었다. 루이 드 플랑드르는 곧 1384년 1월 30일에 사망했다. 필리프는 플랑드르, 아르투아, 르텔, 느베르, 부르고뉴의 백작 배우자가 되었다. 1385년 투르네 평화 조약으로 플랑드르에 공식적으로 평화가 회복되었다. 또한 1385년에는 부르고뉴 재상과 플랑드르 재상 직위가 통합되었고, 1386년에는 두 개의 회계국이 설립되었다. 하나는 북부 소유물을 위한 릴에, 다른 하나는 남부 소유물을 위한 디종에 설립되었다. 이것들은 권력 중앙집권화의 첫 단계였다.
필리프는 동방으로 향하는 야심찬 혼인 정책을 추진했다. 그의 첫째 아들 장은 바이에른의 마르가레타와 결혼했고, 그의 딸 마르가레타와 부르고뉴의 카트린은 각각 빌헬름, 에노, 홀란트 및 제일란트 백작, 그리고 레오폴트 4세 폰 외스터라이히 공작과 결혼했다. 그의 막내아들 안톤은 룩셈부르크의 발레랑 3세의 딸인 생폴의 잔과 결혼했다.

### 프랑스 봉신에서 발루아 왕조의 경쟁자로

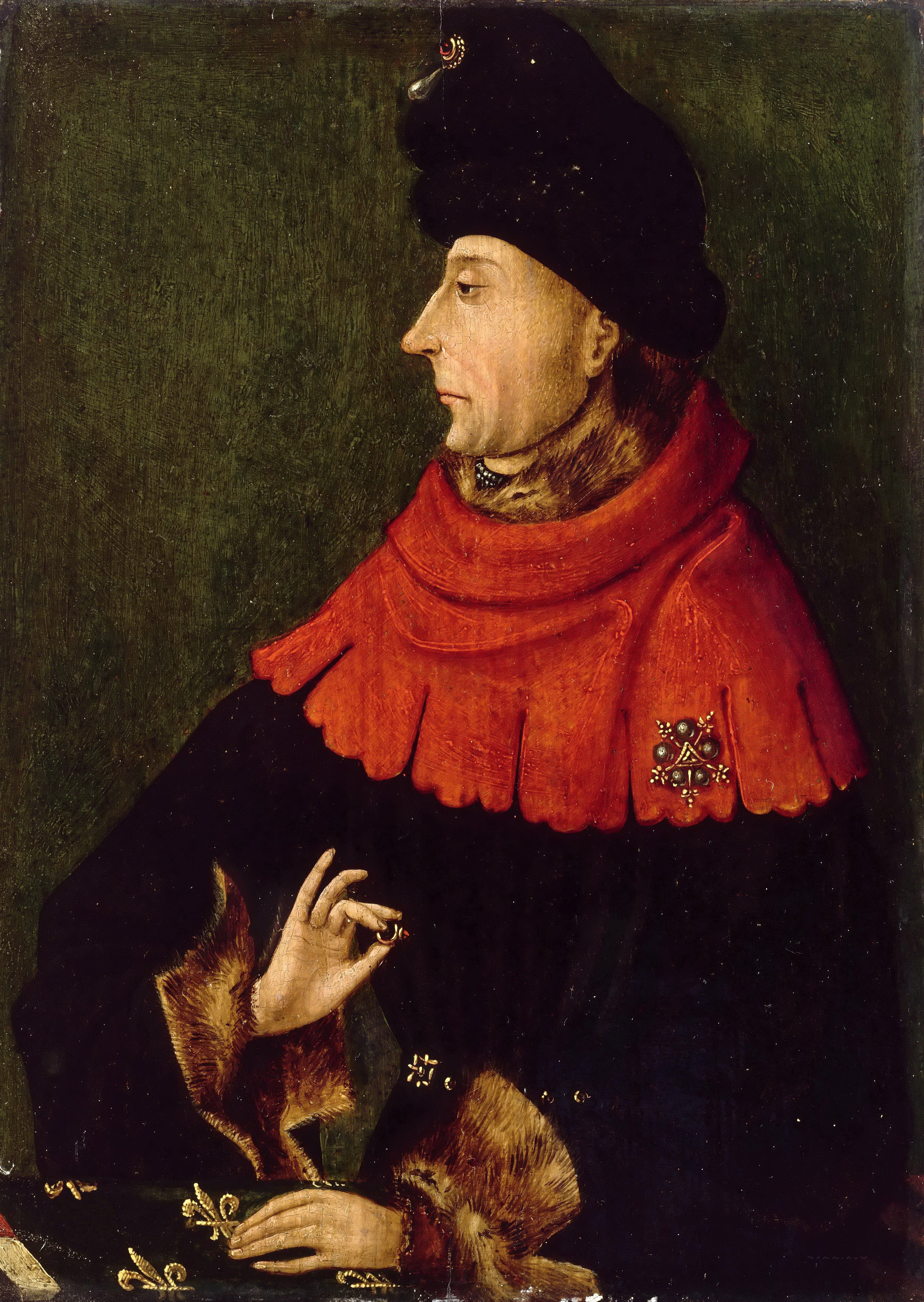
장 말루엘의 작품을 모사한 장 1세 드 부르고뉴 공작 공작의 초상화

필리프 대담공과 그의 아들 장 용감공의 통치 기간 동안 프랑스 국왕에 대한 충성심은 강하게 유지되었고, 왕국에 봉사하는 것은 중요한 의무였다. 그의 조카 샤를 6세 국왕의 미성년자 시절 동안 필리프는 "삼촌들의 정부"에 참여했다. 그는 형제인 앙주 공작 루이 1세, 베리 공작 장, 부르봉 공작 루이 2세와 함께 섭정을 맡았다. 샤를 6세는 19세에 직접 권력을 잡았으나, 4년 후 정신병의 첫 징후를 보이자 다시 권력을 내주었다. 그 이후 국왕은 미쳤다고 여겨졌고, 비록 오를레앙 공작 루이 1세가 점점 더 많은 권력을 얻고 필리프의 영향력이 줄어들었지만, 부르고뉴 공작이 실질적인 권력을 가졌다.
필리프는 1404년에 사망했고 장 용감공이 그를 계승했다. 그의 주요 목표는 오를레앙의 루이를 배제하고 섭정권을 되찾는 것이었다. 루이는 매우 인기가 없었다. 그는 백년 전쟁을 다시 시작하기를 원했고 이자보 왕비와 불륜 관계라는 소문이 돌았다. 두 사람은 끊임없이 서로를 방해했고, 결국 장은 적을 죽이기로 결심했다. 루이 도를레앙은 1407년 11월 23일 파리 거리에서 암살당했다. 이는 아르마냐크-부르고뉴 내전의 시작이었다. 부르고뉴 공작은 1413년 아르마냐크파가 파리를 점령할 때까지 권력을 잡았다. 헨리 5세가 전쟁을 재개했을 때, 부르고뉴의 장은 중립을 지켰고 아쟁쿠르 전투에서의 프랑스 패배를 피했다. 그는 1418년에 파리를 되찾았고 국왕을 통제했지만, 아르마냐크파의 도팽 샤를은 탈출했다. 그는 나중에 아르마냐크파를 이끌게 되었다. 1419년에 회담이 열렸고, 아르마냐크와 부르고뉴 파벌은 마침내 평화를 찾을 뻔했지만, 1419년 9월 10일 몽트로-포-이온 다리에서 공작과 도팽 간의 회담 도중 장 용감공이 차례로 암살당했다.
복수를 꾀하던 23세의 신임 부르고뉴 공작인 필리프, 훗날 선량공 필리프는 잉글랜드와 동맹을 맺기로 합의했다. 섭정으로서 그는 샤를 국왕이 트루아 조약에 서명하도록 했고, 이 조약은 그의 아들의 상속권을 박탈하고 헨리 5세에게 넘겨주어 발루아의 카트린과 결혼하여 프랑스와 잉글랜드 왕가를 결합시킬 예정이었다. 그러나 헨리는 1422년 8월에 사망했고, 두 달 후 샤를도 사망했다. 헨리 6세는 프랑스와 잉글랜드의 국왕이었지만 갓난아기였으므로 베드퍼드 공작 존이 섭정을 맡았다. 영국-부르고뉴 동맹은 여러 주요 승리를 거두었고 프랑스의 많은 부분을 통제했다. 그러나 잔 다르크가 나타나 전쟁의 흐름을 바꾸었고, 샤를 7세는 1429년 7월 랭스에서 대관할 수 있었다. 잔 다르크는 나중에 부르고뉴인들에게 사로잡혀 잉글랜드인들에게 넘겨졌다.
1435년, 아라스 의회가 열렸고 부르고뉴와 프랑스 간의 화해로 끝이 났다. 필리프 선량공은 샤를 7세를 프랑스 국왕으로 인정했고, 샤를은 부르고뉴의 영토 획득을 인정했다. 필리프는 국왕에게 충성 서약을 할 의무에서 개인적으로 면제되었다.

### 영토 확장

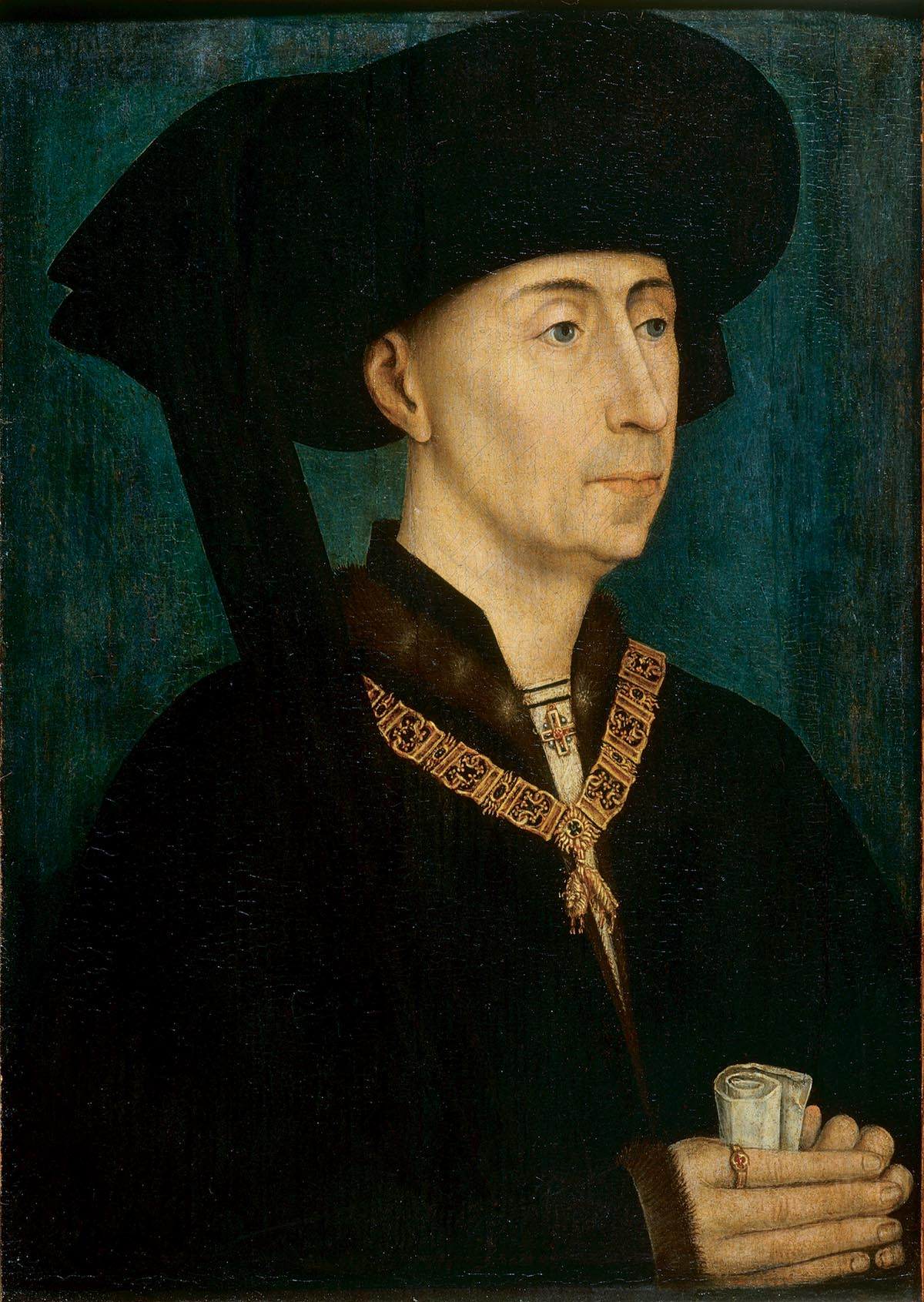
로히어르 판 데르베이던의 작품을 모사한 필리프 3세 드 부르고뉴 공작 공작의 초상화

1435년 이후 필리프 선량공은 더 이상 프랑스 문제에 관심을 두지 않았고, 자신의 영토를 통치자로서 다스렸다.
필리프는 저지대 국가에서 부르고뉴 공작 영지를 상당히 확장하는 데 성공했다. 1421년, 그는 빈곤한 나뮈르 후작 장 3세에게서 나뮈르 백국을 매입했으며, 1429년에는 이를 완전히 상속받았다. 1430년에는 안트베르펜 후국과 브라반트, 림뷔르흐, 룩셈부르크 공작령을 그의 사촌인 필리프 1세이자 부르고뉴의 안톤의 아들로부터 상속받았다. 그는 또한 계승 위기를 이용하여 에노의 자클린의 상속인이 되었으며, 1433년 그녀가 사망했을 때 그녀의 에노, 홀란트, 제일란트 백국을 점령했다. 마지막으로 1441년에는 숙모 괴를리츠의 엘리자베트에게서 룩셈부르크 공국을 매입했다. 저지대 국가들은 마침내 통합되어 부르고뉴령 네덜란드가 되었다.
그의 통치 아래 부르고뉴 궁정은 절정에 달했다. 그는 위대한 예술 후원가였으며, 궁정을 주요 예술의 중심지로 만들었다. 부르고뉴의 축제와 연회는 국제적인 명성을 누렸다. 필리프 자신도 기독교권 내에서 유명한 군주였으며, 특히 꿩의 향연에서처럼 오스만 제국에 대항하는 십자군을 거듭 촉구했다. 1430년, 그는 명성 높은 황금양모 기사단을 창설했다.
그러나 발루아부르고뉴가 휘하에서 권력의 중앙집중화가 커지면서 자치권과 자유를 자랑스럽게 여긴 플랑드르 도시들의 불만을 샀다. 필리프 공작은 1436~1438년의 브뤼허 반란을 진압해야 했고, 이어서 1449~1453년의 헨트 반란을 진압했다. 두 차례 모두 부르고뉴군은 다른 플랑드르 도시들의 지원을 받을 수 있었다. 이 두 사건 이후 도시의 자유는 심각하게 훼손되었고, 부르고뉴의 지배력은 더욱 강화되었다.
더 많은 반대는 리에주 전쟁에서 나타났는데, 이는 리에주 주교후국이 부르고뉴 보호령과 필리프 선량공의 조카 루이 드 부르봉을 자신들의 주교후로 받아들이기를 거부하며 벌인 세 차례의 반란이었다. 세 번 모두 반군이 패배했고, 1468년 샤를 대담공이 도시를 약탈하고 파괴할 때까지 지속되었다.
필리프의 긴 통치 말기, 크로이가의 영향으로 공작은 아버지와 대립하던 루이 11세 국왕에게 접근하여 그를 맞이했다. 루이는 피카르디의 도시들을 되샀고, 이는 공작의 아들이자 후계자인 샤롤레 백작 샤를을 불쾌하게 했다. 그는 국왕에 대항하는 귀족 반란인 공익 동맹에 가담했고, 그 결과 국왕은 도시들을 부르고뉴에 반환했다.

### 부활된 부르고뉴 왕국의 꿈

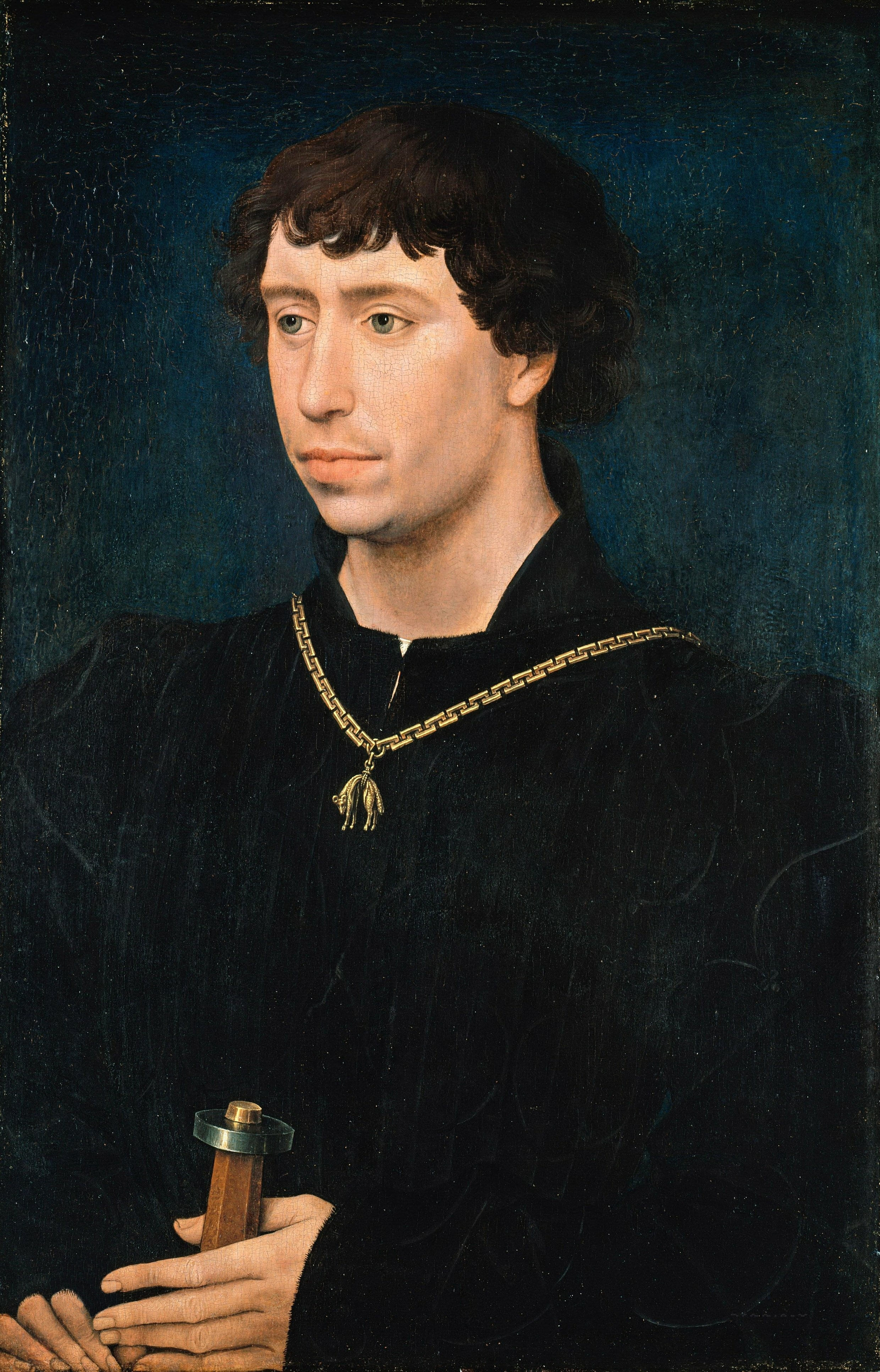
로히어르 판 데르베이던이 그린 샤를 1세 드 부르고뉴 공작 공작의 초상화

선량공 필리프는 부르고뉴 공작령을 신성 로마 제국 틀 안에서 주권 왕국의 지위로 격상시키려는 야심을 품었다. 신성 로마 제국은 명목상의 이탈리아 왕국과 더 실질적인 보헤미아 왕국을 포함했으며, 과거에는 고대 부르고뉴 왕국도 포함했지만 14세기 후반에는 그 물질성을 잃어버렸다. 필리프는 부르고뉴 왕권을 신중한 준비가 필요한 장기적인 목표로 보았다. 1447년, 그는 신성 로마 황제 프리드리히 3세와 그 목적을 위한 회담을 가졌지만, 프리드리히는 필리프의 비전에 너무 협소한 브라반트 또는 프리슬란드에 대한 왕권만을 제안했다. 1454년, 필리프는 부르고뉴의 지위를 협상할 의도로 레겐스부르크로 여행했지만, 프리드리히는 회의에 참석하지 않아 진전이 없었다.:419
"대담공 샤를"로 알려진 샤를은 2년간 아버지의 부관을 지낸 후 1467년에 선량공 필리프의 뒤를 이었다. 야심만만하고 무자비한 성격의 그는 옛 로타링기아 왕국뿐만 아니라 부르고뉴 왕국과 갈리아 벨기카를 연상시키는 영토적으로 연속되고 독립적인 왕국을 통치하기를 열망했다.
1468년 10월의 페론 조약에 따라 루이 11세는 부르고뉴 공작의 프랑스 영토를 파리 고등법원의 관할권에서 철회했다. 그러나 그는 나중에 이 합의에 반대하고 1470년 12월에 공작에게 전쟁을 선포했다. 조약의 불이행 조항에 따라 샤를 공작은 자신과 자신의 영토가 프랑스 왕실로부터 영원히 해방되었음을 선언했다.
같은 시기에 그는 백년 전쟁의 재개를 부추겼다. 그는 요크의 에드워드 4세 국왕을 지지하여 그의 누이와 결혼시켰고, 1475년 여름 그를 칼레에 상륙시켰다. 그는 전군 없이 나타나 에드워드를 설득하지 못했고, 에드워드는 프랑스 국왕과 협상해야 했으며, 그 결과 피키니 조약이 체결되었다.
샤를은 또한 신성 로마 황제 합스부르크의 프리드리히 3세와도 가까워졌다. 1473년 11월, 두 사람은 트리어에서 만나 샤를의 딸 마리와 프리드리히의 아들 막시밀리안의 결혼을 협상했다. 그 만남에서 프리드리히는 샤를을 로마인의 왕과 다음 황제로 선출하는 것을 고려하다가, 부르고뉴 왕국을 부활시키는 방향으로 전환했다. 이 왕국은 제국 내의 모든 부르고뉴 공작 영지뿐만 아니라 로렌, 사보이아, 클레베 공국 공국과 위트레흐트, 리에주, 툴, 베르됭 주교령을 포함할 것이었다. 1473/11/25가 샤를의 대관식 날짜로 정해졌고, 왕관과 홀이 준비되었다. 그러나 황제는 아들과 함께 밤에 도망치면서 협상을 갑자기 중단했다.
샤를은 1469년 오스트리아 대공 지기스문트로부터 브라이스가우와 순트가우를 매입하고, 이후 헬러르 공국과 주트펀 백국을 정복함으로써 부르고뉴 공작 영지를 계속 확장했다. 마침내 1475년에는 로렌 공국을 정복하여 샤롤레에서 프리슬란드에 이르는 광대한 연속 영토를 마침내 지배하게 되었다. 그는 로렌 도시 낭시를 자신의 왕국 수도로 삼고 싶다는 소망을 선포했다.
샤를은 왕권에 집착했으며, 이는 그의 영토에 부족했던 통일성을 부여할 수 있었다. 그는 항상 매우 화려하게 옷을 입었고, 프랑스 국왕이나 황제 앞에서는 자신을 그들과 동등하게 대우했다. 그는 금빛 모자를 만들었는데, 당시 이탈리아의 한 관찰자는 "왕의 왕관처럼 보였다"고 말했다.
발루아 부르고뉴의 영토적 야욕은 스위스 연방을 두렵게 하여 부르고뉴 전쟁(1474-1477)으로 이어졌다. 샤를 1세 드 부르고뉴 공작의 군대는 1476년 그랑송과 모라에서 두 번의 큰 패배를 겪었다. 로렌 공작 르네 2세는 이를 이용하여 낭시를 되찾았다. 약화된 군대에도 불구하고 샤를 공작은 끈질기게 버티며 가능한 한 빨리 낭시를 포위하고자 했다. 스위스와 로렌 군의 연합군은 1477년 1월 5일 낭시 전투에서 부르고뉴군을 물리쳤고, 이 전투에서 샤를 1세 드 부르고뉴 공작은 전사했다.

### 부르고뉴-합스부르크가

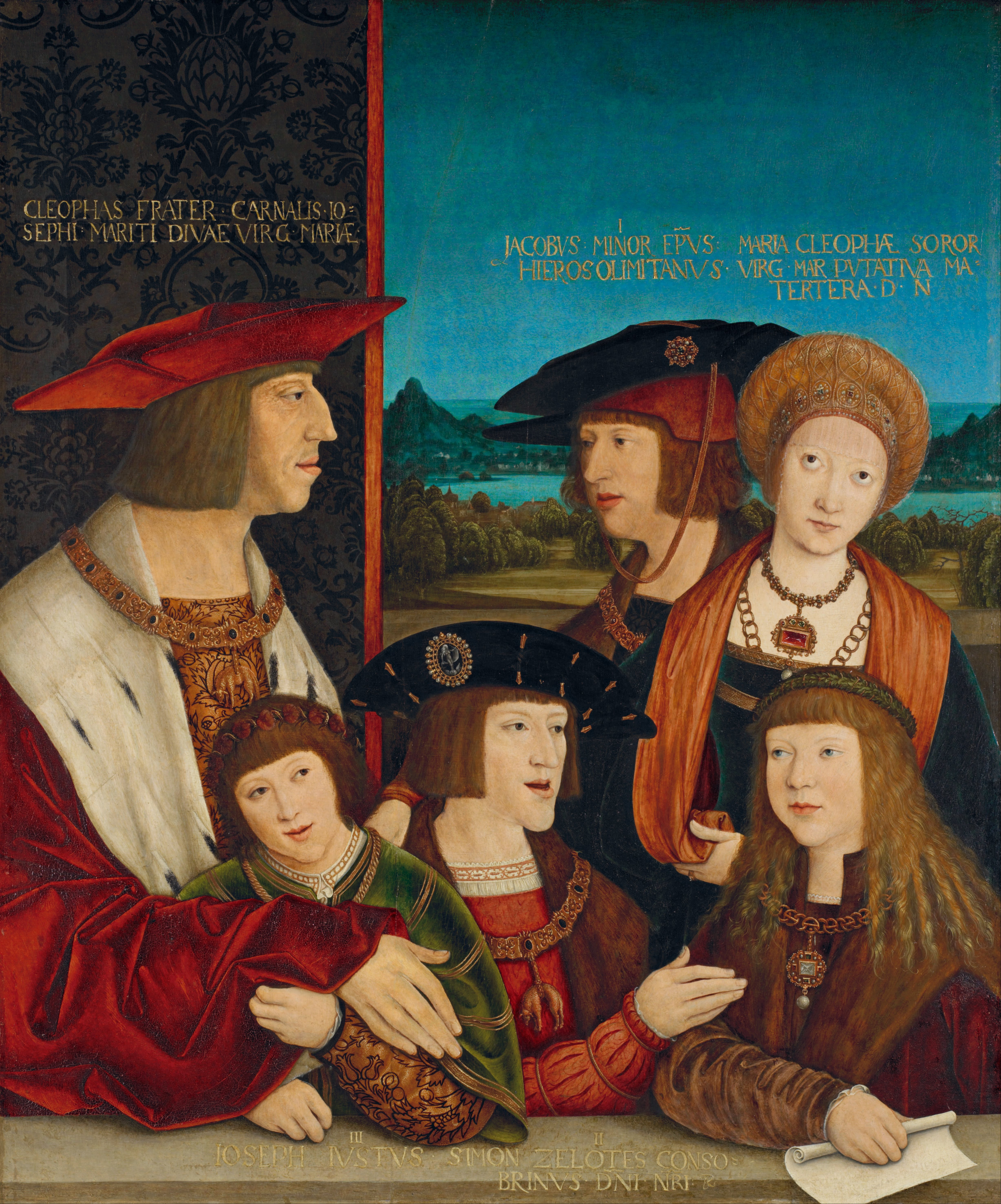
베른하르트 슈트리겔이 그린 오스트리아의 막시밀리안과 마리 드 부르고뉴 여공작 부부와 아들 미남공 필리프와 그의 아들들 페르디난트 1세와 카를 5세, 그리고 사위 러요시 2세

샤를 사망 후, 루이 11세는 지체 없이 부르고뉴, 아르투아, 플란데런을 침공했다. 자신을 보호하기 위해 샤를의 유일한 상속녀인 마리는 네덜란드 의회를 소집했다. 이전 공작의 행동에 불만을 품고 있었던 그녀는 대특권을 부여해야 했고, 이는 여러 중앙집권적 기관을 폐지하고 많은 지역 및 공동체 권리를 복원하며 네덜란드 의회의 권한을 강화시켰다. 그들은 그녀가 오스트리아의 막시밀리안과 결혼하도록 부추겼다. 결혼은 마침내 1477년 8월 19일 헨트에서 이루어졌다. 막시밀리안이 공작으로 오면서 군대의 사기가 진작되었고, 상대방의 죽음을 이용하던 프랑스 국왕에 대한 전세가 역전되었다. 프랑스군은 기뇌가트 전투에서 패배한 후 휴전을 협상했다. 그러나 1482년 마리가 승마 사고로 예기치 않게 사망하면서 막시밀리안의 입지는 약화되었다. 그는 세 살 된 아들 필리프의 정당한 섭정으로 인정받는 데 어려움을 겪어야 했다.
1482년 12월에 체결된 아라스 조약은 마리와 막시밀리안의 딸인 마르가레타를 12세의 도팽 샤를과 결혼시킬 계획이었다. 부르고뉴-합스부르크가는 플랑드르(그리고 제국령 영토였던 나머지 네덜란드)를 유지하는 반면, 프랑스는 부르고뉴 공국, 아르투아, 피카르디를 얻었으며 곧 마르가레타의 지참금으로 부르군트 자유백국을 얻었다. 그러나 샤를 8세로 즉위한 도팽은 대신 브르타뉴의 안과 결혼했는데, 안은 이미 대리결혼으로 막시밀리안과 결혼한 상태였다. 1493년 상리스 조약에 의해 프랑스 국왕은 아르투아, 샤롤레, 부르군트 백국을 반환했다. 나중에 1529년 캉브레 조약에 의해 프랑수아 1세 국왕은 아르투아와 플랑드르에 대한 프랑스의 주권을 최종적으로 포기했다. 그 대가로 카를 5세 황제는 부르고뉴 공국에 대한 자신의 주장을 포기했다.

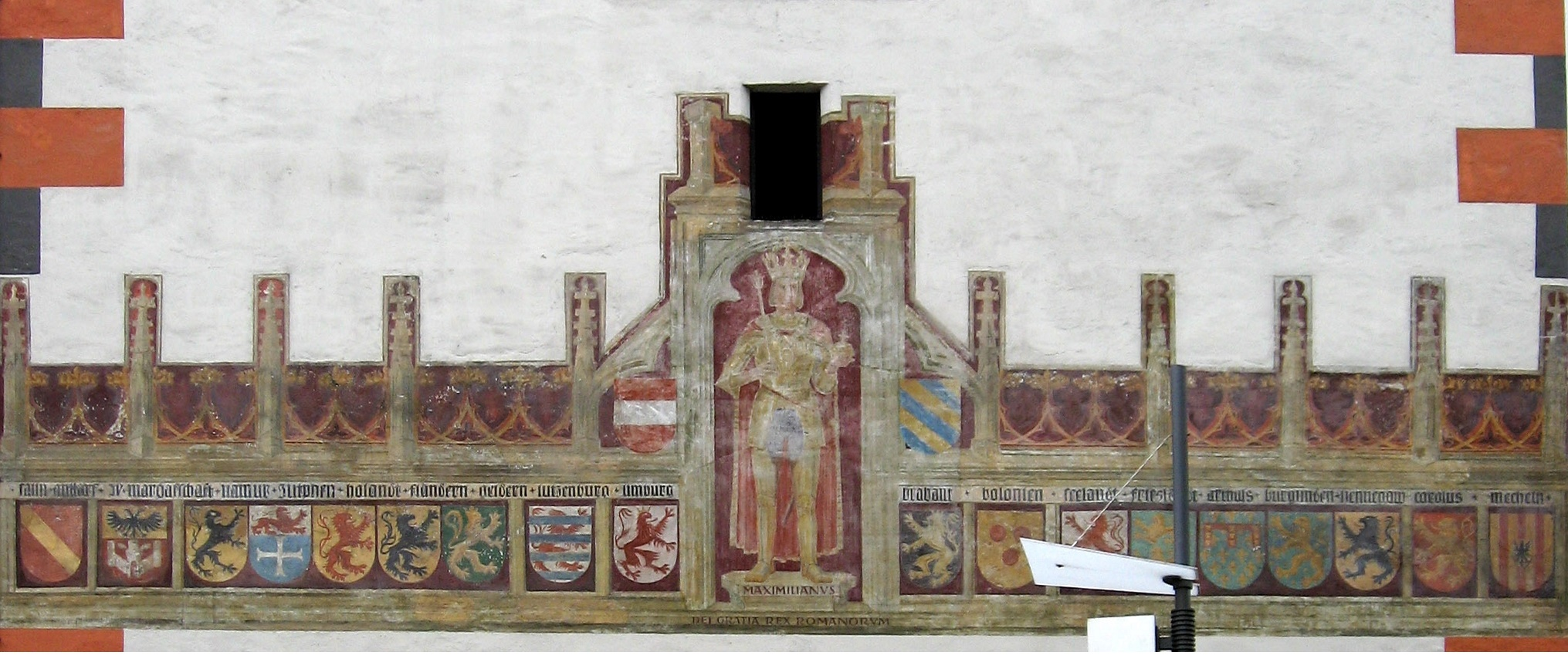
1502년 푀클라브루크 시청 탑의 벽화로, 로마인의 왕으로서의 막시밀리안 1세가 부르고뉴 지방 문장으로 둘러싸여 있다.

1512년, 신성 로마 제국의 제국 관구로 부르군트 관구가 창설되어 프랑슈-콩테와 합스부르크 네덜란드를 통합했다. 헬러르 전쟁 동안 다음 영토들이 부르고뉴 국가에 추가되었다. 프리슬란트주, 프리슬란드, 위트레흐트, 오버르에이설, 흐로닝언, 주트펀 백국, 그리고 헬러르 공국. 1549년, 카를 5세는 국본조칙을 발표하고 부르고뉴령 저지대 국가를 17주로 재편성했다. 네덜란드 독립 전쟁 이후 이 영토들은 스페인령 네덜란드와 네덜란드 연합 주로 나뉘었다. 프랑슈-콩테는 1678년 네이메헨 조약에서 스페인에 의해 프랑스에 양도되었다. 스페인 왕위 계승 전쟁 이후 합스부르크 네덜란드는 오스트리아로 넘어갔고 18세기 후반 프랑스 정복까지 오스트리아의 지배를 받았다. 빈 회의 이후 옛 부르고뉴 영토는 프랑스, 네덜란드, 그리고 벨기에 혁명 이후 현대의 벨기에로 나뉘어 남아있다.

## 제도

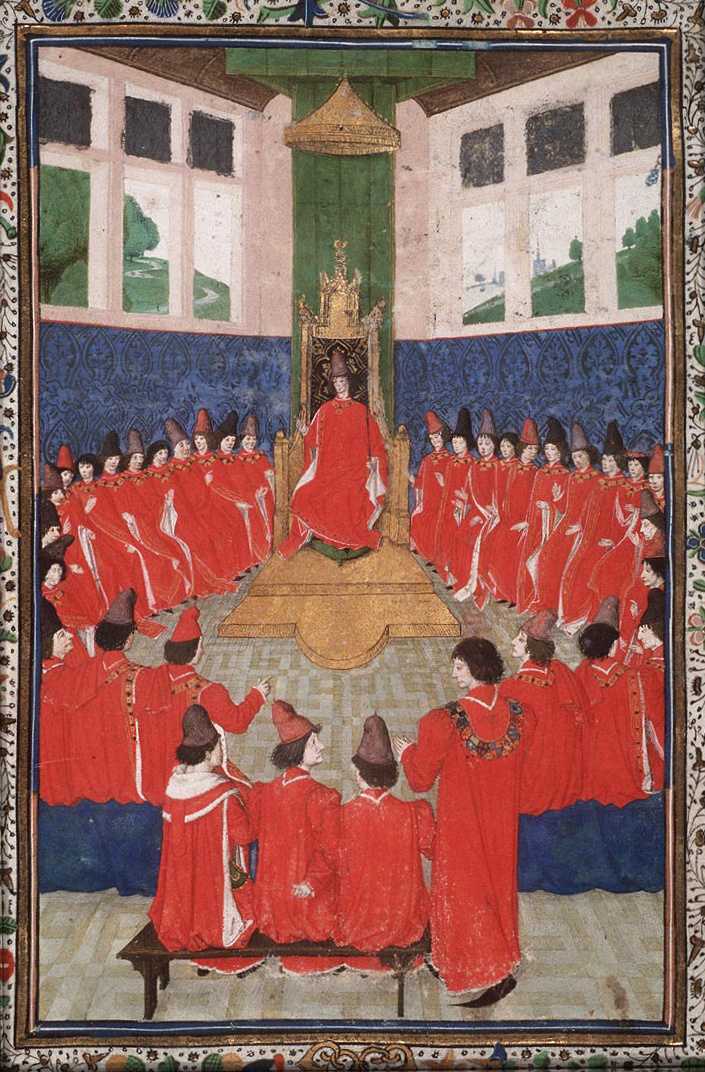
1473년 발랑시엔에서 샤를 1세 드 부르고뉴 공작이 주재하는 황금양모 기사단 회의

### 궁정
부르고뉴 궁정은 순회 궁정이었다. 특정 수도는 없었지만, 일부 도시들이 그 역할을 주장할 수 있었다. 디종은 부르고뉴 공작의 전통적인 수도였으며, 필리프 2세 드 부르고뉴 공작이 부르고뉴 대공 궁전과 왕조의 매장지 역할을 할 샴폴 샤르트뢰즈를 설립한 곳이다. 그러나 필리프 3세 드 부르고뉴 공작과 그의 후계자들은 네덜란드의 브뤼셀, 헨트, 브뤼허, 릴, 아라스, 헤스댕과 같은 도시들에 머무는 것을 선호했다.
공작 주변에는 궁정의 일상생활을 담당하는 가구가 프랑스 모델을 따라 존재했다.
부유한 부르고뉴 궁정은 전례 없는 화려함을 선보였으며, 샤를 1세 드 부르고뉴 공작과 요크의 마거릿의 호화로운 결혼식인 "세기의 결혼식"에서 절정에 달했고, 이 결혼식은 오늘날에도 브뤼허에서 5년마다 기념된다.
또 다른 축하 행사는 황금양모 기사단 회의였는데, 기사단원들이 모이는 자리였다. 기사도와 기독교를 장려한 이 기사단은 유럽에서 매우 영향력이 있었다.
부르고뉴 궁정은 또한 주요 예술 중심지였다. 공작들의 채색 필사본은 잘 알려져 있었고, 그들의 삽화가 중에는 장 미엘로, 빌렘 브렐란트, 로이제 리에데, 리벤 반 라템 등이 있었다. 플랑드르파는 부르고뉴 공작의 후원 덕분에 크게 발전했다. 이들 "플랑드르 원시 화가" 중 가장 유명한 이들은 로베르 캉팽, 얀 판 에이크, 로히어르 판 데르베이던, 페트루스 크리스투스 등이었다. 음악 분야에서는 부르고뉴 악파의 일원들이 15세기 중반 유럽의 주요 작곡가였으며, 그들 중에는 음악가 기욤 뒤파이, 질 뱅슈아, 앙투완 뷔누아 등이 있었다.

### 정치

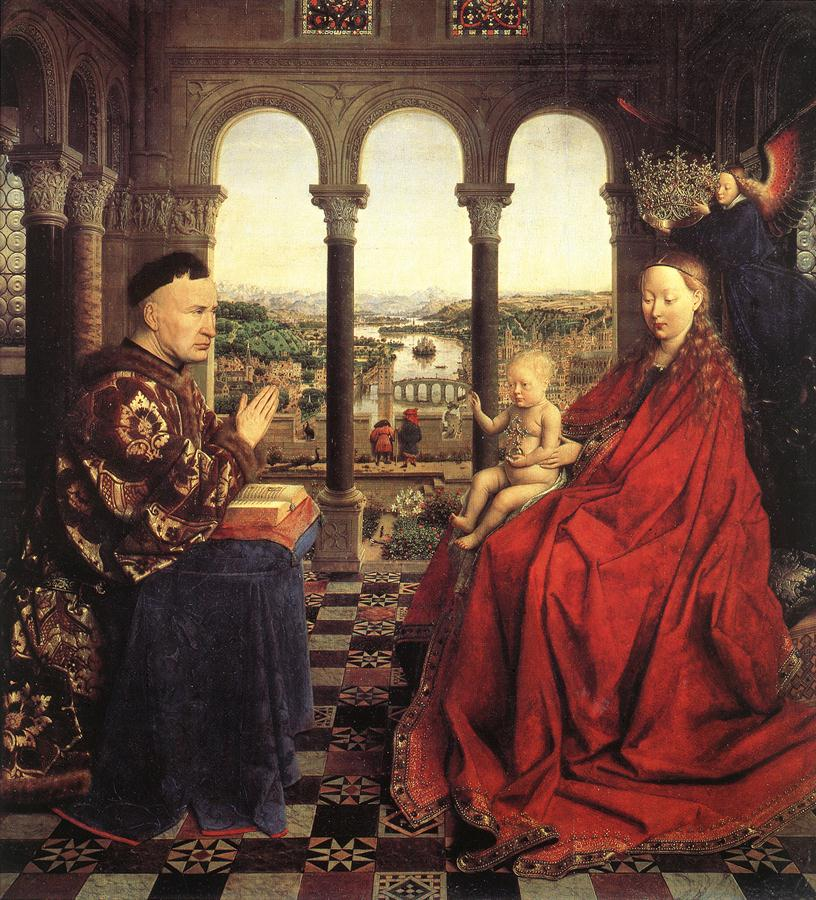
얀 판 에이크, 롤랭 재상의 성모, c. 1435

부르고뉴 영토는 대략 두 부분으로 나뉘었다. 남쪽의 부르고뉴(공국과 백국)와 북쪽의 네덜란드였다. 네덜란드 의회는 1464년 1월 9일 브뤼허에서 처음 소집되었으며, 16개 또는 17개 주의 3개 신분의 대표들이 참석하여 네덜란드 17주의 이름을 얻었다.
하나의 기관이 권력을 얻고 있었다. 바로 재상부였다. 부르고뉴의 재상은 이 시기에 정치적 역할을 획득하며 공작들의 일종의 최고 장관이 되었다. 니콜라 롤랭은 잘 알려진 인물로, 인정받는 후원자이자 필리프 3세 드 부르고뉴 공작의 40년 이상 오른팔이었다. 기욤 위고네가 그를 계승했고, 샤를 1세 드 부르고뉴 공작의 대변인이었다. 그는 항상 도시나 네덜란드 의회에 연설함으로써 공작의 정치적 견해(절대 군주로서의 자신)를 표명했다.

### 군대
부르고뉴군은 모든 주에서 병사들을 소집했다. 이 군대는 봉건적 의무에 의존하다가, 샤를 1세 드 부르고뉴 공작이 프랑스 모델을 기반으로 오르도낭스 기병대, 즉 정규군을 창설하여 현대화하기로 결정했다.

### 사법

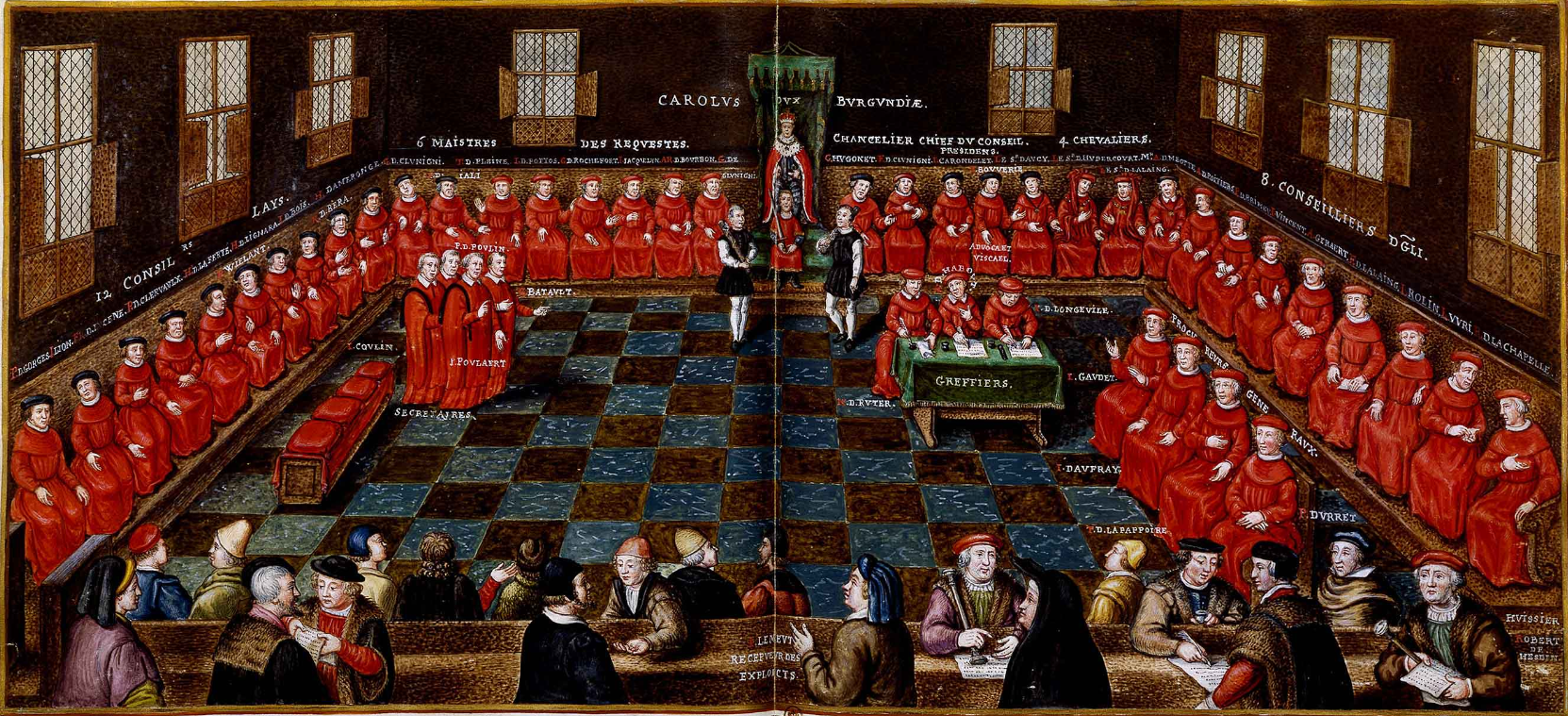
17세기 원본을 모사한 15세기 그림으로, 샤를 1세 드 부르고뉴 공작이 주재하는 메헬렌 의회 회의 모습.

필리프 2세 드 부르고뉴 공작은 본 (프랑스)에 최초의 의회를 설립했다. 순회하는 공작 주변에는 또한 순회하는 사법 그랑콩세유가 있었으며, 1471년까지는 파리 고등법원의 관할권에 속했다.
1473년 12월, 샤를 1세 드 부르고뉴 공작은 메헬렌에 새로운 의회를 설립하여, 부르고뉴령 네덜란드의 모든 신민들의 항소를 접수하는 주권법원이 되었다. 이는 그의 후계자 마리가 국가들과 합의한 대특권(1477년)에 의해 폐지되었다가, 그녀의 아들 미남공 필리프에 의해 "메헬렌 대법원"으로 재설립되었다.

### 금융 시스템
회계국(Chambres des Comptes)은 권력 중앙집중화와 공작들이 구축한 근대적 금융 시스템의 주요 요소였다. 필리프 2세 드 부르고뉴 공작은 릴과 디종에 회계국을 설립했고, 필리프 3세 드 부르고뉴 공작은 브뤼셀과 헤이그에 두 곳을 더 설립했다. 샤를 1세 드 부르고뉴 공작은 1474년에 메헬렌에 부르고뉴령 네덜란드를 위한 단일 회계국을 설립했는데, 이는 새로 개원한 의회와 동일한 곳이었다. 메헬렌은 북부 부르고뉴 행정의 수도가 되었다. 이 도시는 독립적인 영주령이라는 이점을 가지고 있었기 때문에 플랑드르, 브라반트 또는 홀란트 중 어느 곳도 이 선택으로 인해 특권을 누리지 않았다.
세금은 간접세였다. 도시들은 직접세를 거부했지만, 세금은 계속 증가했고 점점 더 직접적인 성격을 띠게 되었다. 샤를 1세 드 부르고뉴 공작 치하에서는 군사 작전이 비용이 많이 들었고, 군사 원조가 자주 요구되었는데, 1475년 네덜란드 의회가 50만 크라운의 원조를 승인할 때까지 이어졌다.

## 발루아 부르고뉴의 상징

화강암, 불꽃, 황금양털이 그려진 부르고뉴 십자

- 공작의 문장은 필리프 2세 드 부르고뉴 공작의 옛 투렌 문장과 함께 부르고뉴의 문장을 사분할한 것이었다. 장 1세 드 부르고뉴 공작은 플랑드르의 문장을 추가했고, 필리프 3세 드 부르고뉴 공작은 브라반트와 림뷔르흐의 문장을 추가했다.
- 장 1세 드 부르고뉴 공작은 자신의 개인 문장으로 대패를 선택했다.
- 장의 아르마냐크파와의 전쟁에서 그는 또한 붉은색 대각선 십자인 성 안드레아 십자를 사용했다. 나중에는 두 개의 나무 가지로 만들어진 톱니 모양의 십자, 즉 부르고뉴 십자가 되었다.
- 화강암 (B 글자 표시)도 부르고뉴의 상징 중 하나였으며, 종종 불꽃과 함께 표현되었다.
- 황금양모 기사단은 특히 기사단원들의 전체 목걸이가 문장학에서 자주 나타났다.

## 왕조
| 그림 | 이름                                                                | 출생             | 재위 기간                          | 참고 | 문장 |
| ---- | ------------------------------------------------------------------- | ---------------- | ---------------------------------- | --- | ---- |
|      | 필리프 2세 드 부르고뉴 공작 (Philippe le Hardi) (Filips de Stoute)  | 1342년 1월 15일  | 1363년 9월 6일 – 1404년 4월 27일   | 프랑스 장 2세의 막내아들. 1363년 부르고뉴 공작으로 임명됨. 1369년 플랑드르의 마르가레타와 결혼함.                                                                            |      |
|      | 장 1세 드 부르고뉴 공작 (Jean sans Peur) (Jan zonder Vrees)         | 1371년 5월 28일  | 1404년 4월 27일 – 1419년 9월 10일  | 필리프 대담공의 장남. 1419년 몽트로에서 암살당함. |      |
|      | 필리프 3세 드 부르고뉴 공작 (Philippe le Bon) (Filips de Goede)     | 1396년 7월 31일  | 1419년 9월 10일 – 1467년 6월 15일  | 장 용감공의 장남. |      |
|      | 샤를 1세 드 부르고뉴 공작 (Charles le Téméraire) (Karel de Stoute)  | 1433년 11월 21일 | 1467년 6월 15일 – 1477년 1월 5일   | 필리프 선량공의 유일한 적자. 낭시 전투에서 전사, 부르고뉴 계승 전쟁으로 이어짐.                                                                                              |      |
|      | 마리 드 부르고뉴 여공작 (Marie de Bourgogne) (Maria van Bourgondië) | 1457년 2월 13일  | 1477년 1월 5일 – 1482년 3월 27일   | 샤를 대담공의 유일한 자녀. 1477년 오스트리아의 막시밀리안과 결혼함. |      |
|      | 미남공 필리프 (Philippe le Beau) (Filips de Schone)                 | 1478년 7월 22일  | 1482년 3월 27일 – 1506년 9월 25일  | 마리 여공작의 장남. 그의 아버지 막시밀리안은 1494년까지 섭정이었음(플랑드르에서 섭정은 논쟁의 여지가 있음). 1496년 카스티야의 후아나와 결혼하여 카스티야 국왕 배우자가 됨.   |      |
|      | 카를 5세 (Charles Quint) (Karel V)                                  | 1500년 2월 24일  | 1506년 9월 25일 – 1555년 10월 25일 | 미남공 필리프의 장남. 그의 숙모 마르가레타는 막시밀리안 황제의 유언에 따라 1515년까지 섭정이었음. 1519년 로마인의 황제로 선출됨. 독일의 왕, 스페인의 왕, 이탈리아의 왕이 됨. |      |

## 내용주
1. ↑  프랑스에서는 오늘날 샤를 르 테메레르(Charles le Téméraire)라고 불리는데, 이는 "성급한 샤를"을 의미한다.

## 참고 자료
- Lecuppre-Desjardin, Élodie (2016). 《Le Royaume inachevé des ducs de Bourgogne (XIVe–XVe siècles)》. Paris: Belin. ISBN 978-2-7011-9666-4.
- Van Loo, Bart (2021). 《부르군트인들: 사라진 제국》. Bloomsbury Publishing. ISBN 978-1-7895-4343-8.
- Pirenne, Henri (1909). 《The Formation and Constitution of the Burgundian State (Fifteenth and Sixteenth Centuries)》. 《아메리칸 역사 평론》 14. 477–502쪽. doi:10.1086/ahr/14.3.477. JSTOR 1836443.
- Schnerb, Bertrand (1999). 《L'État bourguignon 1363–1477》. Paris: Perrin. ISBN 2-262-01126-5.
- Stein, Robert (2017). 《Magnanimous Dukes and Rising States: The Unification of the Burgundian Netherlands, 1380–1480》. Oxford: Oxford University Press. ISBN 978-0198757108.
- Vaughan, Richard (1975). 《Valois Burgundy》. London: Allen Lane. ISBN 0-7139-0924-2.
- Vaughan, Richard (2002a) [1962]. 《Philip the Bold: The Formation of the Burgundian State》 new판. Woodbridge: Boydell Press. ISBN 0-85115-915-X.
- Vaughan, Richard (2002b) [1966]. 《John the Fearless: The Growth of Burgundian Power》 new판. Woodbridge: Boydell Press. ISBN 0-85115-916-8.
- Vaughan, Richard (2002c) [1970]. 《Philip the Good: The Apogee of Burgundy》 new판. Woodbridge: Boydell Press. ISBN 0-85115-917-6.
- Vaughan, Richard (2002d) [1973]. 《Charles the Bold: The Last Valois Duke of Burgundy》 new판. Woodbridge: Boydell Press. ISBN 0-85115-918-4.